# Asociación Española de Mujeres Universitarias
La Asociación Española de Mujeres Universitarias (AEMU) fue una asociación íntegramente femenina que nació en 1920, aunque en un primer momento recibió el nombre de Juventud Universitaria Femenina (JUF), y en la primera Junta estaba Elisa Soriano Fischer como presidenta. Desde su refundación, en 2007, su nombre es Federación Española de Mujeres Universitarias (FEMU).

## Historia
En 1920 en España había unas 345 mujeres matriculadas en la Universidad, de esas estudiantes, un 30%, alrededor de 100, eran miembros de esta asociación.
La asociación inicial, la JUF se integró rápidamente en la Federación Internacional de Mujeres Universitarias (FIMU), que tenía sede en Londres, motivo por el cual, María de Maeztu asistió a la I Conferencia Internacional que se realizó la mencionada ciudad, y presentó un informe que tituló “Educación Superior para Mujeres”.
Pese a que los tiempos parecían más propicios para la incorporación de la mujer a los estudios universitarios, en el año 1922, cuando se llevó a cabo la II Conferencia Internacional en París, el informe de María no presentaba mejorías, sino que más bien ponía de relieve un empeoramiento de la situación.
En 1928 tuvo lugar la XII Conferencia que se organizó en España, que en ese momento ya contaba con casi 1700 mujeres matriculadas en la Universidad.
Los objetivos de la asociación consistían en la defensa de los derechos de las mujeres para acceder a los estudios universitarios y un cambio en la ley que evitara las discriminaciones existentes que impedían una incorporación femenina a la educación superior en igualdad de condiciones que los hombres.
La JUF se va poco a poco, entre los años 1929 y 1936, a comprometer más con problemas que trascienden la lucha igualitaria en el ámbito de la educación, y abarcan más problemas políticos y sociales de las mujeres. Este cambio de actitud y objetivos pueden tener relación, por un lado, a la situación que se vive en ese momento en España y por otro, al cambio de presidenta, que en ese momento es Clara Campoamor.
El estallido de la Guerra Civil supuso la parada total del proyecto asociativo inicial, y aunque en el año 1953 se trató de reiniciar el movimiento, con el nuevo nombre de Asociación Española de Mujeres Universitarias (AEMU), había que tener mucho cuidado para evitar enfrentamientos con el nuevo estado de poder.
La Junta Directiva de esta nueva asociación estaba formada, entre otras por María Teresa Bermejo (la primera presidenta de esta nueva etapa), o Justina Ruiz Malaxechevarría, quien contactó con mujeres americanas y con exiliadas españolas. Así dos años después, en 1955, la asociación tenía más de cien asociadas, entre las que destacan: Isabel García Lorca, Pilar Lago de Lapesa, Jimena Menéndez Pidal, Dolores Franco, María Teresa Bermejo, Elena Gómez y Soledad Ortega.
Los objetivos de la asociación se mantenían en la defensa del derecho de las mujeres a acceder en igualdad de oportunidades a los estudios universitarios y a su posterior desarrollo como estudiantes; y al tiempo trataba de crear un ambiente de “entendimiento y hermandad” con mujeres de otros países, sin dejar de lado el intento de seguir defendiendo una mentalidad más liberal, acorde con los inicios de la asociación.
Entre 1970 y 1973 se produjeron muchos cambios y situaciones tensas, en parte a una crisis de identidad de la asociación al verse muy influida por corrientes feministas y de pensamiento de izquierdas que empezaban a tomar más fuerza en la sociedad española de ese momento. La presidencia de la asociación recaía en Natacha Seseña, que consideraba que era el momento de abrir la Asociación a las jóvenes universitarias. Cuando la presidencia recayó en Jimena Alonso (entre 1973 y 1976) se produjo el verdadero cambio generacional y el cariz feminista quedó totalmente arraigado en la asociación.
La llegada de la democracia a España y todos los cambios que la sociedad sufrió a lo largo de los años 80 del siglo XX, supusieron un momento de declive de la asociación que no supo encauzar sus objetivos en esta nueva sociedad, a lo cual se unió una difícil situación económica, que llevó a la desaparición de la asociación en 1989, siendo su última presidenta Helena Araluce.
La federación vive un nuevo resurgir en el año 2007 cuando se reúnen en Lerma (Burgos) un grupo de socias de Álava, Bilbao y Madrid para, retomando el espíritu de las fundadoras, crear la ahora llamada Federación Española de Mujeres Universitarias (FEMU).
En 2023 las Asociaciones que la constituyen son: AMUB (Asociación de Mujeres Universitarias de Bizkaia), AMUM (Asociación de Mujeres Universitarias de Marbella) y AMUMU (Asociación de Mujeres Universitarias de Murcia).
Los objetivos se han ido consolidando con el paso de los años, dando respuesta a las necesidades culturales de la federación y, sobre todo, al creciente interés por facilitar la educación al mayor número de mujeres posible. Con esta fórmula la FEMU cumple con uno de sus compromisos más queridos: la igualdad de oportunidades por medio de la educación.
El Puente Cultural de Habla Hispana es una iniciativa originalmente impulsada por la FEMU al amparo del programa de hermanamiento de GWI (NFA-to-NFA Membership Marketplace). A él pertenecen actualmente las Federaciones de Mujeres Universitarias de Argentina (FAMU), Bolivia (FBMPU), España (FEMU), México (FEMU), Panamá (AMUP) y Paraguay (PFGW), constituyendo un auténtico foro cultural y de hermanamiento entre estos países que comparten lengua, historia e intereses.